# Chrysodema andamana
Chrysodema andamana es una especie de escarabajo del género Chrysodema, familia Buprestidae. Fue descrita científicamente por Kerremans en 1895.